# I Like That
I Like That is een nummer van de Amerikaanse R&B-zanger Houston uit 2004, in samenwerking met de Amerikaanse rappers Chingy, Nate Dogg en I-20. Het nummer is afkomstig van Houston's album It's Already Written. Daarnaast staat het ook op de soundtrack van de film Robots.
"I Like That" werd een hit in de Verenigde Staten, Europa en Oceanië. In de Amerikaanse Billboard Hot 100 haalde het de 11e positie. In de Nederlandse Top 40 haalde het de 12e positie, en in de Vlaamse Ultratop 50 de 26e.